# سایمون وودز
سایمون وودز (انگلیسی: Simon Woods؛ زادهٔ ۱۹۸۰ (۴۴–۴۵ سال)) هنرپیشه اهل کشور بریتانیا است.
از فیلم‌هایی که وی در آن نقش داشته است می‌توان به غرور و تعصب، فرشته، شروع کننده برای ۱۰ و پنلوپه اشاره کرد.